# Lettre de Pero Vaz de Caminha

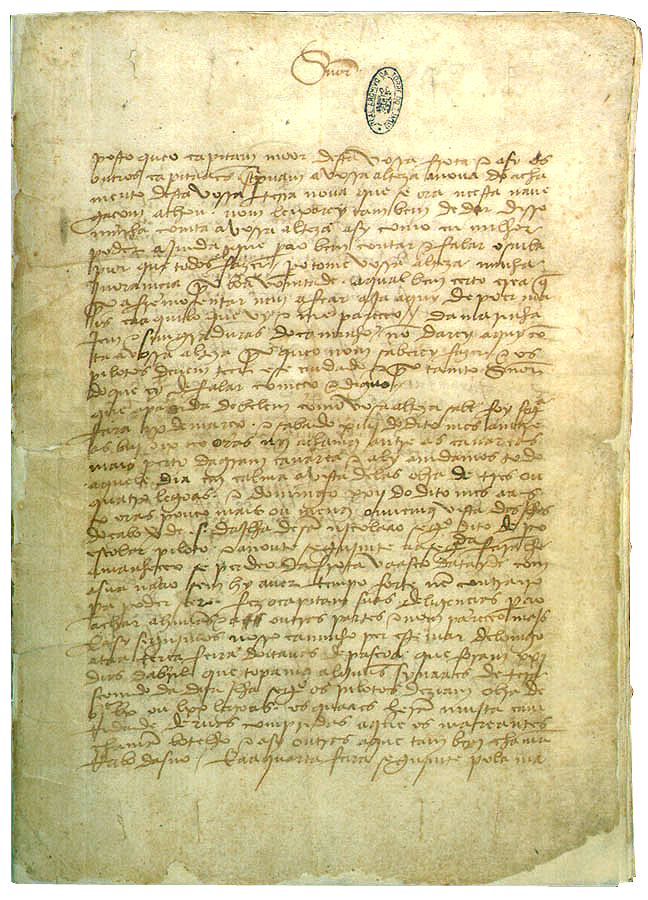
Lettre de Pero Vaz de Caminha à Manuel I de Portugal.

La lettre au roi Manuel sur la découverte du Brésil (plus connue simplement comme Lettre de Pero Vaz de Caminha) est le document dans lequel  Pero Vaz de Caminha  raconte ses impressions sur la terre qui plus tard sera appelée Brésil. Restée inédite durant deux siècles dans les archives de la Tour du Tombo, à Lisbonne, elle est découverte en 1773 par José de Seabra da Silva, révélée par l'historien espagnol Juan Bautista Muñoz et publiée pour la première fois au Brésil par le père Aires do Casal dans les Corografia Brasílica 1817.
Secrétaire de la flotte de Pedro Álvares Cabral, Caminha rédigea la lettre au roi D. Manuel Ier pour l'informer de la découverte des nouvelles terres. Datée de Porto Seguro, le 1er mai 1500 fut amenée à Lisbonne par Gaspar de Lemos, commandant du bateau de provisions de la flotte ; c'est le premier document écrit de l'histoire du Brésil et donc est le point initial de la littérature brésilienne.
Ce document est inscrit dès 2005 dans la Liste Mémoire du monde de l'UNESCO.